# Alite
Pour les articles homonymes, voir Alite (homonymie).
Ne doit pas être confondu avec Halite.

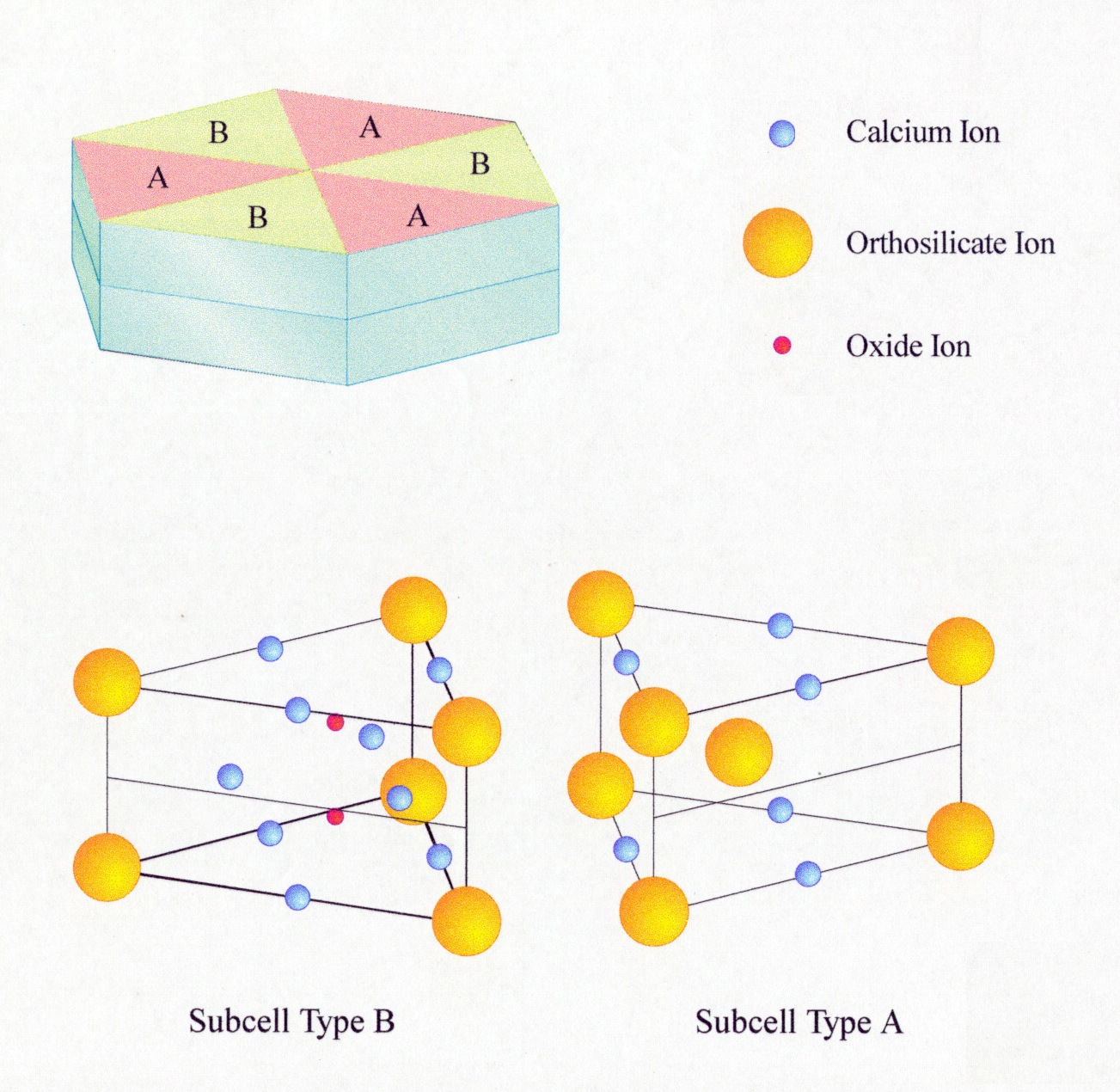
Structure cristalline simplifiée de l'alite.

L'alite, ou silicate tricalcique, est le silicate de calcium de formule chimique Ca3SiO5 (ou 3 CaO · SiO2, C3S en notation cimentière). C'est la phase anhydre la plus importante du clinker (ciment Portland), auquel elle confère ses propriétés hydrauliques.
Elle a été découverte par Törneborn en 1897 lors d'un examen microscopique du ciment Portland.
Ce composé existe aussi dans la nature, sous la forme du minéral hatrurite (ca), très rare. On l'a découvert dans la formation Hatrurim (en) (bassin de la mer Morte).